# François Pelletier
François Pelletier byl francouzský iluzionista, jehož triky byly často založeny na využití magnetů. Ve své době byl natolik známým a uznávaným kouzelníkem, že roku 1769 byl dokonce pozván ke dvoru Marie Terezie v Schönbrunnském paláci. Jeho představení zde inspirovalo dvorního radu Wolfganga von Kempelen k sestavení stroje Turek, který vydával za šachový automat.